# Africocypha
Africocypha is een geslacht van libellen (Odonata) uit de familie van de Chlorocyphidae (Juweeljuffers).

## Soorten
Africocypha omvat 1 soort:
- Africocypha lacuselephantum (Karsch, 1899)